# Třebůvka
Třebůvka är ett vattendrag i Tjeckien. Det ligger i den östra delen av landet, 190 km öster om huvudstaden Prag.